# Nuxia floribunda
Nuxia floribunda es una especie de árbol perteneciente a la familia Stilbaceae, nativo de África. 

## Descripción
Usualmente crece entre 3 y 10 metros de alto, sin embargo puede crecer hasta los 25 metros de altura. Tiene el tronco torcido, la corteza áspera con peladuras y la copa redondeada. Grandes panículas de flores dulcemente fragantes de blanco a crema se producen desde otoño a primavera.

## Distribución
La especie es nativa de Sudáfrica, Mozambique y Zimbabue.

## Taxonomía
Nuxia floribunda fue descrita por Benth. y publicado en Companion to the Botanical Magazine 2: 59, en el año 1836.
Sinonimia
- Lachnopylis polyantha (Gilg) C.A.Sm.
- Nuxia floribunda var. holstii Gilg
- Nuxia holstii (Gilg) Gilg
- Nuxia polyantha  Gilg
- Nuxia usambarensis Gilg
- Nuxia volkensii Gilg[4]